# شل سنتر

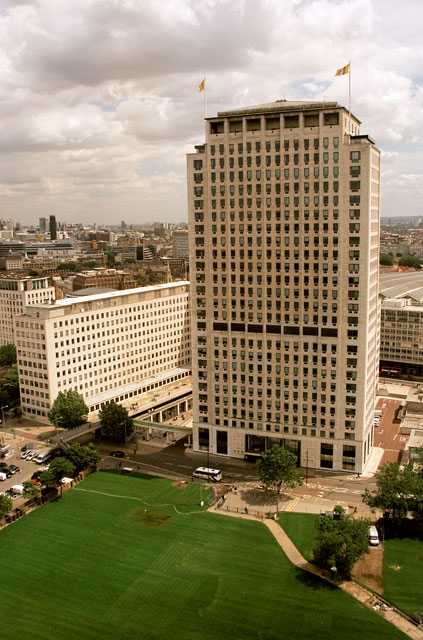
ساختمان شل سنتر

شل سنتر (به انگلیسی: Shell Centre) دفتر مرکزی شرکت نفتی شل است، که در شهر لندن، بریتانیا مستقر می‌باشد. برج شل سنتر، در جاده بلوه‌در و در منطقه لندن بارو لمبث، در ساحل جنوبی رودخانه تیمز، در نزدیکی هال کانتی قرار دارد و امروزه در پس زمینه چرخ‌وفلک چشم لندن دیده می‌شود.
مرکز شل در سال ۱۹۶۱ ساخته شد و طراحی آن، توسط سر هوارد رابرتسون انجام شده است. این برج ۱۰۷ متری، شامل ۲۷ طبقه در سطح (۲۶ طبقه به‌اضافه یک نیم‌طبقه) و سه طبقه؛ در زیرزمین است. این برج، اولین ساختمان اداری در شهر لندن است، که در زمان خود، ارتفاعش، بیشتر از برج ویکتوریا، از کاخ وست‌مینستر بود. این ساختمان در زمان تکمیل، بزرگترین ساختمان اداری در اروپا محسوب می‌شد.